# 拉讷维尔鲁瓦
拉讷维尔鲁瓦（法語：La Neuville-Roy，法語發音：[la nøvil ʁwa]）是法国瓦兹省的一个市镇，属于克莱蒙区。

## 地理
拉讷维尔鲁瓦（49°28'55"N, 2°34'38"E）面积12.49 平方千米，位于法国上法蘭西大區瓦兹省，该省份为法国北部内陆省份，北起索姆省，西接厄尔省和滨海塞纳省，南至塞纳-马恩省和瓦兹河谷省，东临埃纳省。
与拉讷维尔鲁瓦接壤的市镇（或旧市镇、城区）包括：克雷松萨克、格朗德维莱尔奥布瓦、蒙捷、穆瓦耶讷维尔、普龙勒鲁瓦、瓦克穆兰。

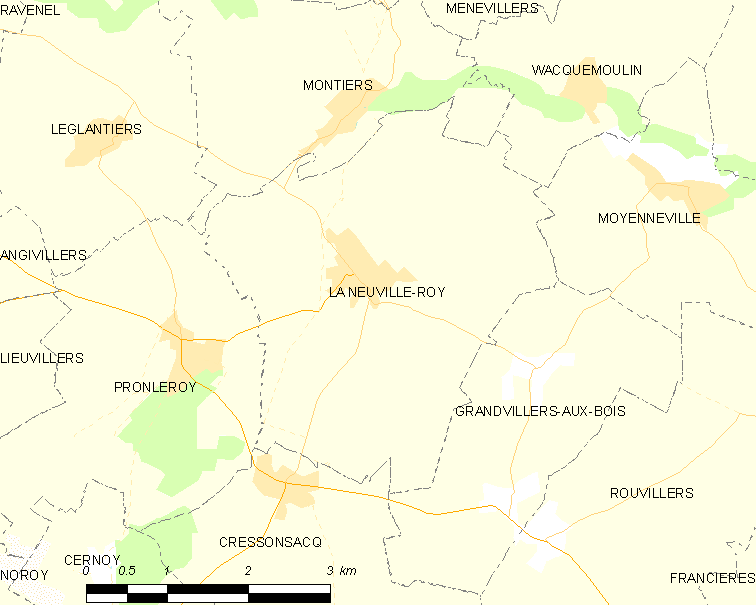
拉讷维尔鲁瓦的OSM定位图

拉讷维尔鲁瓦的时区为UTC+01:00、UTC+02:00（夏令时）。

## 行政
拉讷维尔鲁瓦的邮政编码为60190，INSEE市镇编码为60456。

## 政治
拉讷维尔鲁瓦所属的省级选区为埃斯特雷圣但尼县。

## 人口

1962-2008年间拉讷维尔鲁瓦人口变化图示

拉讷维尔鲁瓦于2022年1月1日时的人口数量为906人。